# Loxostegopsis polle
Loxostegopsis polle là một loài bướm đêm trong họ Crambidae.